# Душкевич, Тимофей Лаврентьевич
Тимофей Лаврентьевич Душкевич (Timofejs Duskevics) — советский партийный деятель, первый секретарь Даугавпилсского горкома компартии Латвии (1982—1986). Член КПСС с 1965 года.
Родился в 1941 году.
С 1958 года — электрослесарь на шахтах Донецка.
Окончил Ростовский институт инженеров железнодорожного транспорта (1969) и Высшую партийную школу.
С 1969 года — мастер на Даугавпилсском локомотиворемонтном заводе им. Яна Рудзутака. С 1970 года — инструктор, заведующий промышленно-транспортным отделом, секретарь, второй секретарь Даугавпилсского горкома партии.
С 1982 по 1986 год — первый секретарь Даугавпилсского горкома компартии Латвии.
С 1986 г. заведующий административно-правовым отделом, с 1987 г. зав. отделом административных органов, затем до 1991 г. зав. государственно-правовым отделом ЦК КП Латвии.
Депутат Верховного Совета Латвийской ССР 11-го созыва, председатель Комиссии законодательных предложений. Делегат XXVII съезда КПСС.
Сочинения:
- Хозяйственный механизм управления на промышленном предприятии [Текст] : обзор / Т. Л. Душкевич, В. В. Неведомский, А. П. Аверичкин ; ЛатНИИНТИ. - Рига : ЛатНИИНТИ, 1982. - 27 с.